# Сунь Цзянь
Сунь Цзянь (кит. трад. 孫堅 155—191) доросле ім'я Веньтай (кит. трад. 文 臺) — полководець епохи Трицарства, який разом з Юань Шао і Цао Цао протистояв тиранічним прагненням могутнього Дун Чжо.

## Біографія
Сунь Цзянь народився в повіті Фучунь (富春) округу У (吳郡), що на території сучасного міського повіту Фуян міста субпровінціального значення Ханчжоу провінції Чжецзян. Вважається, що він був нащадком знаменитого стратега Сунь-цзи, але документальних підтверджень цьому немає. Судячи з усього, його родина не грала при династії Хань значної ролі — не збереглося навіть імені батька Сунь Цзяня, хоча народна традиція і каже, що його звали Сунь Чжун.
Після досягнення шістнадцятирічного віку Сунь Цзянь відправився з батьком в Цяньтан (на території сучасного Ханчжоу), і по дорозі розігнав банду розбійників, що зробило його ім'я широко відомим.
У 184 році почалося повстання Жовтих пов'язок під керівництвом Чжан Цзяо. Сунь Цзянь приєднався до військ генерала Чжу Цзюня, які придушували повстання в області Юйчжоу (південь сучасної провінції Хенань і північ сучасної провінції Аньхой). Солдати билися хоробро і загнали повстанців у місто Ваньчен. Сунь Цзянь кинувся вперед, і першим видерся на міську стіну. Захоплені його поривом війська взяли місто і розбили повстанців.
Приблизно в цей час Бянь Чжан і Хань Сунь змовилися з племенами цянів і підняли повстання в області Лянчжоу (захід сучасної провінції Ґаньсу). Після того, як Дун Чжо не зміг з ним впоратися, центральний уряд відправив на його придушення міністра Чжан Веня, який взяв з собою Сунь Цзяня як радника. Коли Чжан Вень викликав Дун Чжо у свій штаб в Чан'ань, то Дун Чжо забарилися, а коли нарешті з'явився — поводився нешанобливо. Сунь Цзянь порадив Чжан Веню стратити Дун Чжо, але той не наважився це зробити, так як Дун Чжо користувався великою популярністю в західних регіонах країни.
Дізнавшись про прибуття великої армії, повстанці вирішили здатися. Однак коли Чжан Вень та інші повернулися до столиці — місто Лоян, то при дворі вирішили, що раз армія не вступала в битву з ворогом, то і почестей їй надавати не слід. Тим часом в районі Чанша спалахнуло ще одне повстання, і повстанці обложили місто. Сунь Цзянь був поставлений на чолі Чанша, і зумів впоратися з повстанням всього за місяць. Повстання зуміло за цей час поширитися на сусідні Лінлін і Ґуйян, але Сунь Цзянь зумів придушити його і там, удостоївшись за це титулу «Ученского хоу» (烏 程 侯).
У 189 році помер імператор Лін-ді, і Хе Цзінь — брат вдови-наложниці Хе — дізнавшись, що його планує убити впливовий євнух Цзянь Шо, превентивно проголосив імператором 13-річного імператорського сина Лю Бяня, що відразу зробило його, як дядька імператора, могутньою фігурою при дворі. Восени Хе Цзінь вирішив розправитися з впливовими палацовими євнухами, і запросив Дун Чжо з військами прибути до столиці. Коли Дун Чжо з військами наблизився до столиці, то вдовуюча імператриця Хе змусила впливових євнухів покинути палац і повернутися в свої удільні володіння, проте пізніше Чжан Жан умовив імператрицю повернути їх до двору. Євнухи дізналися, що Хе Цзінь планував позбутися їх, і вбили його. Союзники Хе Цзіня, яких очолював Юань Шао, оточили палац, і тоді євнухи, взявши заручниками імператрицю Хе, молодого імператора і його молодшого брата Лю Се, тікали. Тим часом Юань Шао влаштував різанину євнухів, які залишилися.
Через два дні євнухи, які втекли з палацу, відпустили заручників і покінчили життя самогубством, втопившись в Хуанхе. Коли переслідувачі євнухів Лу Чжи і Мінь Ґун поверталися з імператором і його родичами в палац, вони були перехоплені військами Дун Чжо. Імператор виглядав нервовим і переляканим, в той час як його молодший брат залишався спокійним і зібраним, і наказав Дун Чжо відвести їх назад до палацу. Дун Чжо скористався можливістю для захоплення влади і ввів в столицю свою армію. Юань Шао і Цао Цао бачучи, що не можуть протистояти досвідченим військам, втекли зі столиці. Після цього Дун Чжо змістив імператора, понизивши його в титулі до Хуннунского правителя, і звів на трон його молодшого брата Лю Се, який отримав тронне ім'я Сянь-ді.
Навесні 190 року ряд провінційних губернаторів і воєначальників сформували коаліцію проти Дун Чжо, заявляючи, що він узурпував трон і тримає імператора фактично в заручниках. У Китаї почалася громадянська війна, яка призвела до краху імперії Хань. Сунь Цзянь примкнув до коаліції і також зібрав десятитисячну армію, і приєднався в районі Лояну до Юань Шу, який зробив Сунь Цзяня губернатором області Юйчжоу. Тим часом Дун Чжо, попереджений про плани коаліції, переніс столицю на захід у Чан'ань, забравши з собою імператора. Поки коаліція будувала плани, Сунь Цзянь пішов на розрахований ризик і атакував Дун Чжо біля Лояну. Одержавши ряд перемог над його військами, Сунь Цзянь змусив Дун Чжо відступити в Чан'ань, і Лоян перейшов під контроль коаліції.
У 191 році Юань Шу відправив Сунь Цзяня атакувати Лю Бяо в області Цзінчжоу (територія сучасних провінцій Хубей і Хунань). Сунь Цзянь розгромив війська, якими командував підлеглий Лю Бяо — Хуан Цзу, і переслідував їх до Сян'ян, однак потрапив у засідку і був убитий стрілою.
Після смерті Сунь Цзяня залишилися п'ять його синів — Сунь Це, Сунь Цюань, Сунь Куан, Сунь І та Сунь Лан. У Сунь Цзяня була ще й дочка, справжнє ім'я якої в історії не збереглося, проте в джерелах прийнято називати її «Шансян». Вона була дружиною першого імператора царства Шу — Лю Бея.

## Образ в мистецтві
Сунь Цзянь виведений, як Ло Гуаньчжун в «Романі трьох держав». Він також фігурує у відеоіграх циклу «Dynasty Warriors» і Warriors Orochi, та аніме «Souten Kouro».